# Otiophora stolzii
Otiophora stolzii là một loài thực vật có hoa trong họ Thiến thảo. Loài này được (Verdc.) Verdc. mô tả khoa học đầu tiên năm 1960.